# Rhaphiptera obtusipennis
Rhaphiptera obtusipennis är en skalbaggsart som beskrevs av Julius Melzer 1935. Rhaphiptera obtusipennis ingår i släktet Rhaphiptera och familjen långhorningar. Inga underarter finns listade i Catalogue of Life.